# Campylanthus glaber
Campylanthus glaber är en grobladsväxtart. Campylanthus glaber ingår i släktet Campylanthus och familjen grobladsväxter.

## Underarter
Arten delas in i följande underarter:
- C. g. glaber
- C. g. spathulatus